# Frode Andresen
Frode Andresen född  9 september 1973 i Rotterdam, Nederländerna och uppväxt i Kenya, Nigeria och Sydafrika, är en norsk före detta skidskytt och längdåkare. Han är sammanboende med Gunn Margit Andreassen, som också är en före detta norsk skidskytt.

## Meriter från Olympiska spel
Andresen har deltagit vid tre olympiska spel. Vid Olympiska vinterspelen 1998 blev han silvermedaljör i sprinten. Vid Olympiska vinterspelen 2002 blev han individuellt bäst i distanstävlingen där han slutade på sjunde plats. Däremot ingick han i det norska stafettlaget som vann guld. Hans tredje olympiska spel var Olympiska vinterspelen 2006 där han blev bronsmedaljör i sprinten. Han slutade även femma i stafett och sexa i jaktstarten.

## Meriter från världsmästerskap
Andresen deltog i alla världsmästerskap mellan 1995 och 2008. Individuellt har han vunnit ett guld vilket var i sprinten vid VM 2000 i Oslo. Han blev vidare bronsmedaljör i sprint vid VM 1999 och i masstart vid VM 2002. Dessutom har han tre medaljer i stafett. 

## Meriter från världscupen
Totalt har Andresen vunnit 15 tävlingar i världscupen. Som bäst i den totala världscupen blev han trea under året 2000/2001.

## Meriter som längdåkare
Som flera andra norska skidskyttar har han även tävlat i längdåkning. Hans bästa resultat är en åttonde plats från femmilen i Holmenkollen 2008. 